# Krajowy Kongres Odbudowy Timoru
Krajowy Kongres Odbudowy Timoru (por. Congresso Nacional de Reconstrução de Timo, CNRT) – timorska partia polityczna o profilu centrolewicowym. Partia została założona w marcu 2007 roku przez byłego prezydenta kraju – Xanana Gusmão, przed wyborami parlamentarnymi 2007. 

## Poparcie w wyborach
| Wybory | Poparcie | Zmiana punktów procentowych | Mandaty | Zmiana |
| ------ | -------- | --------------------------- | ------- | ------ |
| 2007   | 24,1%    | –                           | 18      | –      |
| 2012   | 36,66%   | 12,56%                      | 30      | 12     |
| 2017   | 29,5%    | 7,16%                       | 22      | 8      |
| 2018   | 49,58%   | 20,08%                      | 21      | 1      |
| 2023   | 41,63%   | 7,95%                       | 31      | 10     |